# Ich komme
Ich komme – singel fińskiej piosenkarki Eriki Vikman wydany 16 stycznia 2025 roku, nakładem wytwórni Warner i Mökkitie Records. Kompozycja będzie reprezentować Finlandię w 69. Konkursie Piosenki Eurowizji (2025).

## Tło i kompozycja
Utwór został napisany i wyprodukowany przez Christel „Chisu” Roosberg we współpracy z Jorim Roosbergiem. Vikman wyjaśniła że jej singel ma feministyczne przesłanie oraz że każdy może interpretować go inaczej, ale celebruje „przyjemność, ekstazę i stan transu”. Dodając, że „opowiada on o kontroli nad własnym ciałem i seksualnością – wszystko, co dotyczy przyjemności powinno znajdować się w rękach danej osoby. Seksualność nie powinna być tematem tabu”.

## Konkurs Piosenki Eurowizji
3 czerwca 2024 fiński nadawca Yle potwierdził swój udział w konkursie oraz poinformował, że swojego reprezentanta wybierze za pomocą publicznych selekcji Uuden Musiikin Kilpailu. 8 stycznia 2025 utwór zakwalifikował się do stawki preselekcji. 8 lutego 2025 zwyciężył finał preselekcji, zdobywając łącznie 430 punktów w głosowaniu jurorów i telewidzów, tym samym otrzymując prawo do reprezentowania Finlandii w Konkursie Piosenki Eurowizji 2025 w Bazylei.

## Notowania
| Kraj      | Lista (2025)            | Najwyższa pozycja |
| --------- | ----------------------- | ----------------- |
| Finlandia | Suomen virallinen lista | 2                 |